# Cheraïa
Cheraïa est une commune de la wilaya de Skikda en Algérie.